# Aeroportul Tak
Aeroportul Tak (IATA: TKT, ICAO: VTPT) este un aeroport din Nam Ruem⁠(d), Districtul Mueang Tak, Provincia Tak, Thailanda. A fost deschis în 31 mai 1977.
Situat la o altitudine de 146 m, aeroportul dispune de o singură pistă.